# Confession of Pain
Confession of Pain (傷城) és una pel·lícula de drama criminal de Hong Kong del 2006 dirigida per Andrew Lau i Alan Mak, protagonitzada per Tony Leung, Takeshi Kaneshiro, Shu Qi i Xu Jinglei.

## Resum de la trama
Els inspectors de policia Lau Ching-hei i Yau Kin-bong arresten un violador el 2003. Quan Yau torna a casa més tard, veu que la seva xicota embarassada s'ha suïcidat tallant-li els canells. La Yau està tan deprimida per la seva mort que s'entrega amb alcohol i lliura la seva insígnia policial per treballar com a investigador privat. S'obsessiona amb esbrinar el motiu del suïcidi de la seva xicota.
Tres anys més tard, Yau descobreix que la seva xicota l'havia enganyat i que la nit que va morir estava esperant en un bar el seu amant secret. El seu amant secret no es va presentar aquella nit perquè va estar involucrat en un accident de cotxe. En Yau inicialment va pensar que estaria enfadat amb l'amant de la seva xicota, però acaba tenint cura de l'home en coma a l'hospital. Yau supera l'infeliç incident i s'enamora de Hung, una noia que despatxa cervesa al mateix bar.
L'esposa de Lau, Susan, és la filla del multimilionari Chow Yuen-sing. Una nit, Lau i dos còmplices irrompen a la residència del seu sogre, on maten en Chow i el seu majordom, l'oncle Man. Més tard, Lau atrau els seus companys en el crim a una casa en mal estat i els assassina, després de la qual cosa intenta que l'escena sembli com si tots dos s'haguessin matat en una disputa pel botí. La Susan no està convençuda que només els dos assassins estaven involucrats, així que contracta a Yau perquè l'ajudi a investigar més. També s'ha tornat paranoica després de l'assassinat del seu pare, així que la Lau ha de donar-li discretament pastilles per calmar-la i adormir-la.
Després d'una llarga investigació, que inclou alguns enfrontaments perillosos amb un "sospitós", en Yau descobreix el passat secret i fosc de Lau. Chow Yuen-sing havia assassinat els membres de la família de Lau a Macau fa uns quants anys, quan Lau encara era un nen, i va subornar la policia per tancar el cas. Lau va sobreviure, va adquirir una nova identitat i va créixer en un orfenat abans de traslladar-se a Hong Kong, on es va convertir en agent de policia. Lau busca venjar Chow i ell fa veure que s'enamora de Susan i es casa amb ella. Intenta matar la Susan drogant-la i tancant-la a la cuina després d'encendre el gas. Susan sobreviu, però està greument ferida perquè hi va haver una explosió, i acaba a l'hospital.
Lau visita la Susan a l'hospital i li confessa mentalment la veritat. Ella revela que ja sap que va intentar assassinar-la perquè encara estava parcialment conscient quan la va drogar i la va tancar a la cuina. Aleshores li pregunta si mai l'ha estimat realment. Lau s'adona que, en el seu desig de venjança, ha destruït una nova família que va crear amb la Susan. Susan no el creu, perd les ganes de viure i mor. Yau es troba amb Lau fora de l'hospital i li explica la seva conclusió. Lau torna a l'habitació de la Susan, on se sent aclaparat per la culpa i finalment se suïcida disparant-se al cap.

## Repartiment
- Tony Leung com a Lau Ching-hei
- Takeshi Kaneshiro com a Yau Kin-bong
- Shu Qi com a Hung
- Xu Jinglei com a Susan Chow
- Chapman To com a Tsui Wing-kwong
- Elliot Ngok com a Chow Yuen-sing
- Emme Wong com a Rachel
- Wan Yeung-ming com a Oncle Man
- Wayne Lai com a Chan Wai-keung
- Ricky Chan com a Lai Sun-wah
- Ben Yuen com a Wong Ming
- Cheung Kam-ching com Chan Wing-fu
- Elena Kong com a dona de Chan Wing-fu

## Banda sonora
Ayumi Hamasaki va interpretar el tema principal Secret, que apareix a l'estrena internacional de la pel·lícula. La cançó del tema mandarí a la versió xinesa, Secret of a Forlorn City (傷城秘密), va ser interpretada per Denise Ho.

## Distribució
Confession of Pain es va estrenar als cinemes de Hong Kong el 21 de desembre de 2006. L'edició en DVD de dos discos, l'edició especial en DVD de dos discos (amb llibre postal) i l'edició VCD es van estrenar a Hong Kong el 14 de febrer de 2007. Les edicions de DVD inclouen àudio en DTS-ES i un segon disc amb un documental de la realització de la pel·lícula, galeries de fotos i altres característiques addicionals. Els drets d'estrena japonesos van ser per a Avex Trax, amb el títol "Kizudarake no Otokotachi" (傷だらけの男たち), que aproximadament es tradueix com a Heavily Scarred Men.
Els patrocinadors de la pel·lícula inclouen: Giorgio Armani, Ayumi Hamasaki, 1010, San Miguel, Citicall, Philip Stein, D-Link, Neway and APM.

## Recepció

### Taquilla
Confession of Pain es va estrenar a Hong Kong la mateixa setmana que La maledicció de la flor daurada de Zhang Yimou i va ser superada el dia de l'estrena, però encara va poder generar-hi ingressos de taquilla de 3 milions de dòlars HK en la setmana d’estrena.

### Recepció crítica
L'acollida crítica cap a la pel·lícula va ser mixta. La majoria dels crítics van valorar positivament les actuacions de Tony Leung i Takeshi Kaneshiro, però critiquen que el guió és feble manca de suspens perquè mostra massa massa aviat.
Andrew Chan del Film Critics Circle of Australia va escriure: "En última instància, la pel·lícula és massa previsible per ser un thriller, massa pocs "Chapman To" per ser una comèdia i massa Shu Qi per no ser del tot molest. Dit això, l'element més important que manca a aquesta pel·lícula és la connexió gairebé inexistent amb el públic i l'efecte està deixant al públic confós."

## Premis i nominacions
La pel·lícula va ser nominada a set premis als 26ns Premis de Cinema de Hong Kong, incloent el millor guió, millor actor, millor fotografia, millor muntatge, millor direcció artística, millor disseny de vestuari i maquillatge i millor banda sonora original. However, it only won one award for Best Cinematography.
| Premis i nominacions                                         | Premis i nominacions          | Premis i nominacions    | Premis i nominacions |
| Cerimònia                                                    | Categoria                     | Receptor                | Resultat             |
| ------------------------------------------------------------ | ----------------------------- | ----------------------- | -------------------- |
| 26ns Premis de Cinema de Hong Kong                           | Millor guió                   | Alan Mak, Felix Chong   | Nominat              |
| 26ns Premis de Cinema de Hong Kong                           | Millor actor                  | Tony Leung              | Nominat              |
| 26ns Premis de Cinema de Hong Kong                           | Millor fotografia             | Andrew Lau, Lai Yiu-fai | Guanyador            |
| 26ns Premis de Cinema de Hong Kong                           | Millor muntatge               | Azrael Chung            | Nominat              |
| 26ns Premis de Cinema de Hong Kong                           | Millor banda sonora original  | Chan Kwong-wing         | Nominat              |
| 26ns Premis de Cinema de Hong Kong                           | Direcció artística            | Man Nim-chung           | Nominat              |
| 26ns Premis de Cinema de Hong Kong                           | Millor vestuari i maquillarge | Man Nim-chung           | Nominat              |
| 13ns Premis de la Societat de Crítics de Cinema de Hong Kong | Pel·lícula de Mèrit           | Confession of Pain      | Guanyador            |